# Good Times Burgers & Frozen Custard
Good Times Burgers & Frozen Custard — сеть ресторанов быстрого питания, специализирующаяся на продаже премиум гамбургеров и замороженного кастарда (замороженный заварной крем). Штаб-квартира компании расположена в городе Голден, штат Колорадо. Компании «Good Times Restaurants» принадлежит 38 ресторанов «Good Times Burgers & Frozen Custard», 36 из которых располагаются в штате Колорадо и два в штате Вайоминг.

## История
Сеть «Round the Corner» появилась в 1968 году в городе Боулдер, штат Колорадо. Она представляла собой сеть ресторанов, специализирующуюся на продаже гамбургеров для гурманов. В период процветания компании существовало 30 ресторанов «Round the Corner» в 4 штатах. В 1986 году сеть «Round the Corner» создала отдельную компанию для развития концепции покупки «не выходя из машины». В 1987 году компания открыла свой первый ресторан в городе Боулдер под названием «Good Times Drive-Thru Burgers».
В период между 1990 и 1993 годами сеть «Round the Corner» превратилась в дочернее предприятие «Good Times Restaurants», а в 1995 году отделилась в самостоятельную компанию. В 1996 году сеть заявила о банкротстве, и «Good Times» существовала отдельно. К 2000 году последний ресторан «Round the Corner», расположенный в городе Орора, штат Колорадо, был продан независимому лицу.
В 2005 году, компания «Good Times» подписала соглашение о временном сотрудничестве с компанией «Taco John's» о создании совместной сети ресторанов. В 2007 «Good Times» представила новый гамбургер под названием «Bambino», слайдер-гамбургер, похожий на тот, что продаётся в ресторане «White Castle».
В 2013 году компания «Good Times» приобрела 48 % акций франшизы «Bad Daddy’s Burger Bar», небольших, высококачественных ресторанов в штате Северная Каролина. Договор предусматривал расширение прав для ресторанов франшизы, в штатах Колорадо, Аризона и Канзас. В 2015 году «Good Times» объявила о том, что собирается выкупить оставшиеся 52 % акций «Bad Daddy» за 21 миллион долларов.